# هریستووتسی (استان گابرووو)
هریستووتسی (به بلغاری: Hristovtsi) یک منطقهٔ مسکونی در بلغارستان است که در تریاونا واقع شده‌است.